# Harmony (安良城紅の曲)
「Harmony」（ハーモニー）は、安良城紅の1枚目のシングル。

## 収録曲
1. Harmony
  - 作詞：JUSME／作曲：MONK／編曲：SMURF
  - テレビ朝日『金曜ナイトドラマ』「霊感バスガイド事件簿」主題歌。
2. Silhouette
  - 作詞：小幡英之／作曲・編曲：朝本浩文
3. Emotion
  - 作詞・作曲：バリー・アラン・ギブ・ロビン・ヒュー・ギブ／編曲：朝本浩文
  - ビージーズのカバー（ただし、デスティニーズ・チャイルドのバージョンをカバー）。
4. Harmony (Instrumental)
5. Silhouette (Instrumental)